# ジェニーリン・メルカド
ジェニーリン・アン・ピネダ・メルカド（Jennylyn Anne Pineda Mercado、1987年5月15日 - ）はフィリピン人の女優、歌手、モデル。